# Great Birmingham Run
Der Great Birmingham Run ist ein Halbmarathon, der seit 2008 in Birmingham stattfindet. 2011 wurde die zuvor als Birmingham Half Marathon bekannte Veranstaltung in die Great-Run-Serie eingegliedert.
Die Halbmarathon-Weltmeisterschaften 2009 fanden direkt vor der Veranstaltung auf demselben Kurs statt.

## Statistik

### Streckenrekorde
- Männer: 1:00:19 h, Micah Kogo (KEN), 2012
- Frauen: 1:10:19 h, Gemma Steel (GBR), 2013

### Siegerliste
| Datum         | Männer                          | Zeit (h) | Frauen                  | Zeit (h) |
| ------------- | ------------------------------- | -------- | ----------------------- | -------- |
| 18. Okt. 2015 | Christopher Thompson (GBR)      | 1:03:00  | Dominika Napieraj (POL) | 1:13:39  |
| 19. Okt. 2014 | Joel Kimutai (KEN)              | 1:01:30  | Polline Wanjiku (KEN)   | 1:10:48  |
| 20. Okt. 2013 | Thomas Ayeko (UGA)              | 1:02:32  | Gemma Steel -2-         | 1:10:19  |
| 21. Okt. 2012 | Micah Kogo (KEN)                | 1:00:17  | Sara Moreira (POR)      | 1:12:49  |
| 23. Okt. 2011 | Haile Gebrselassie (ETH)        | 1:01:29  | Gemma Steel (GBR)       | 1:12:21  |
| 24. Okt. 2010 | Edwin Kipyego (KEN)             | 1:03:50  | Susan Partridge -2-     | 1:13:56  |
| 11. Okt. 2009 | Jean-Berchmans Ndayisenga (BDI) | 1:06:17  | Susan Partridge (GBR)   | 1:12:50  |
| 26. Okt. 2008 | Andrew Jones (GBR)              | 1:05:42  | Birhan Dagne (GBR)      | 1:17:39  |

### Entwicklung der Finisherzahlen
| Jahr | Gesamt | davon Frauen |
| ---- | ------ | ------------ |
| 2011 | 11.455 | 4028         |
| 2010 | 11.381 | 3709         |
| 2009 | 10.042 | 3274         |
| 2008 | 6932   | 2244         |